# Fairy Tail 100 Years Quest
Fairy Tail 100 Years Quest (フェアリーテイル 100年クエスト Fearī Teiru Hyaku-nen Kuesuto?) es una serie de manga escrita por Hiro Mashima e ilustrada por Atsuo Ueda. Es una serie derivada y secuela del manga Fairy Tail de Mashima, que trata sobre Natsu Dragneel y su equipo del gremio que intentan completar una misión de un siglo de duración que nadie ha logrado terminar. El manga se lanzó en la aplicación de manga Magazine Pocket de Kōdansha en julio de 2018. Una adaptación a serie de televisión de anime producida por J.C.Staff se estrenó en julio de 2024.

## Trama
Un año después de la muerte de Zeref y Acnología, Natsu y su equipo (Lucy Heartfilia, Gray Fullbuster, Erza Scarlet, Wendy Marvell, Happy y Charle) se embarcan en una misión de un siglo, una que nunca se ha logrado en 100 años. El equipo descubre que su misión es sellar a los Cinco Dioses Dragones, un grupo de dragones cuyo poder amenaza con causar la destrucción mundial si no se controla. Mientras tanto, Fairy Tail recluta a un nuevo miembro, Touka, sin saber que se fusionó con otra maga llamado Faris. Afirmando ser la Maga Blanca, la líder centenario de un culto de magia blanca malévolo, Faris lava el cerebro de Fairy Tail en una cruzada para borrar las fuentes de magia poderosa. Una vez que el equipo de Natsu rescata a sus compañeros de gremio, Wendy Marvell separa a Touka y Faris después de que Selene engaña a Faris para que despierte al dormido Aldoron, quien es asesinado por Natsu. A pesar de las acciones de Faris, el equipo salva su hogar y el de Touka, el mundo paralelo de Elentear, después de enterarse de que Selene ha estado chantajeando a Faris con su destrucción.
Selene toma el control de Diabolos, un gremio de cazadores de dragones que se pelea con Fairy Tail durante la misión de los 100 años, y enfrenta a los dos gremios entre sí para recuperar el conocimiento de Athena, un arma construida por el alumno de Elefseria para usarla contra los Cinco Dioses Dragón. Sin embargo, se ven obligados a unirse contra el aliado de Ignia, Dogramag, un sexto Dios Dragón que se cree que fue asesinado por Elefseria, quien pone fin a las hostilidades con Selene después de que Dogramag muere. Una investigación posterior revela que Athena es el verdadero mago blanco mecánico utilizado por Gold Owl, un gremio de alquimistas formado a partir de la voluntad incorpórea de Viernes. Persuadida por Lucy Heartfilia para rebelarse, Athena ayuda a Natsu a matar a Viernes restaurando la forma física del dragón.
Como último Dios Dragón restante, Ignia revela su plan para destruir a la humanidad recreando el Festival del Rey Dragón, un evento histórico en el que Acnologia exterminó a la raza de los dragones. A la batalla se une la contraparte de Faris, nativa de Earthland, una maga negra imbuida con el poder del brazo desmembrado de Acnologia.

## Personajes
Elefseria (エレフセリア Erefuseria?)
 Seiyū: Mugihito
Elefseria es el maestro fundador de Magia Dragon, el primer gremio de magos de la Tierra, ubicado en el continente norte de Guiltina. Se desempeña como cliente de Fairy Tail para la Misión de los 100 años, que emitió luego de un intento fallido de derrotar a los Cinco Dioses Dragón al aprender por sí mismo la magia de Dragon Slayer, lo que resultó en su transformación en un dragón. Como tal, ha permanecido vivo durante los 160 años transcurridos desde que hizo su pedido, utilizando magia para asumir su apariencia humana original. Como el "Dragón de la Ley", posee conocimiento de todas las cosas del mundo.
Touka (トウカ Tōka?)  y Faris (ファリス Farisu?)
 Seiyū: Sayumi Suzushiro
Touka es una chica Exceed poseída por Faris, una doncella del santuario humana que pretende ser el Mago Blanco con su habilidad de robar la magia de otros y borrarla o controlar sus mentes. Tanto Touka como Faris son originarios de un universo paralelo llamado Elentear, que Faris intenta salvar de la diosa dragón Selene borrando poderosas fuentes de magia en la Tierra, incluidos Fairy Tail y los Cinco Dioses Dragón, usando la magia "Aqua Aera" de Touka para viajar entre mundos. Touka parece estar enamorada de Natsu, quien sin saberlo la salvó de los bandidos durante su viaje de entrenamiento, pero luego se revela que está enamorada de Happy, habiendo confundido el nombre de Natsu con el suyo.

### Cinco Dioses Dragones
Los cinco dioses dragón  son un grupo de dragones que sobrevivieron al Festival del Rey Dragón huyendo a Guiltina para esconderse de Acnologia. Desde entonces, se considera que cada uno de ellos se ha vuelto tan fuerte como Acnologia, y son vistos como deidades por los ciudadanos de Guiltina. Varios de los dragones tienen la capacidad de asumir formas humanoides. Para evitar que causen una posible catástrofe, el objetivo de la Búsqueda de los 100 años es que los magos sellen a los dragones.
Ignia (イグニア Igunia?)
 Seiyū: Nobuhiko Okamoto
El Dios Dragón de Fuego  y el hijo biológico de Igneel, conocido en Guiltina por quemar innumerables países. Habiéndose entrenado para derrotar a Acnologia como prueba de fuerza, está decidido a convertir a Natsu en un oponente digno para él al enterarse de la victoria de su hermano adoptivo sobre Acnologia, decepcionado por la confianza de Natsu en el poder de sus amigos.
Mercphobia (メルクフォビア Merukufobia?)
 Seiyū: Yūichirō Umehara
El Dios Dragón de Agua, adorado por la gente de la ciudad costera de Ermina por su poder sobre el océano. Es un dragón pacífico que abandonó su naturaleza cruel y violenta después de hacerse amigo de una chica humana llamada Karameel (カラミール, Karamīru ) , con quien vive. Sin embargo, su cada vez menor control sobre su magia hace que la marea sumerja a Ermina por la noche, lo que lo lleva a transformar a sus ciudadanos en peces para ayudarlos a sobrevivir.
Aldoron (アルドロン Arudoron?)
 Seiyū: Naoya Uchida
El Dios Dragón de Madera, cuyo gigantesco cuerpo sirve como base de Drasil, la ciudad más grande de Guiltina. Cada una de las cinco ciudades de Drasil alberga un orbe que sella su poder destructivo, y Faris y Diabolos son engañados con afirmaciones falsas de que destruir los orbes lo debilitaría. Está protegido por árboles humanoides llamados "God Seeds" que poseen varios poderes, siendo el más fuerte el cerebro y el avatar de Aldoron.
Selene (セレーネ Serēne?)
 Seiyū: Nana Mizuki
La Diosa Dragón Luna, que posee poder sobre la luna y las estrellas, así como la posibilidad de viajar libremente entre diferentes mundos paralelos. Ella desea renacer como humana y manipula a Faris y Diabolos para que la ayuden a eliminar a los otros Dioses Dragón para lograr su objetivo, entreteniéndose con la destrucción resultante en el proceso. 
Viernes (ビエルネス Bierunesu?)
El Dios Dragón Dorado, quien tiene el poder de convertir en oro todo lo que le rodea. Existe como concepto después de sacrificar su forma física para fusionar su voluntad con el gremio de alquimistas Gold Owl.
Dogramag (ドグラマグ Doguramagu?)
Un sexto Dios Dragón a quien Elefseria derrotó antes de realizar la Misión de los 100 Años. Como Dios Dragón de la Tierra,  sus restos son el origen de un laberinto subterráneo llamado Gran Laberinto de Dogra, que está hecho de piedra indestructible.

### Diabolos
Diábolos es un gremio de cazadores de dragones de "quinta generación" llamados Dragon Eaters que obtienen sus habilidades consumiendo dragones. Su fuerza más fuerte son los Dark Dragon Slayer Knights, un equipo de cuatro Devoradores de Dragones a quienes se les otorgaron los poderes de los dragones asesinados por su maestro, Georg.
Georg Reizen (ゲオルグ・ライゼン Georugu Raizen?)
El maestro de Diábolos.
Suzaku (スザク?)
Uno de los Caballeros Dark Dragon Slayer. Suzaki es un espadachín con patrones de habla arcaicos que utiliza técnicas de espada que se mueven más rápido que el ojo desnudo.
Misaki (ミサキ?)
Uno de los Caballeros Dark Dragon Slayer. Misaki es una mujer con la capacidad telequinética de romper objetos.
Haku (ハク?)
Uno de los Caballeros Dark Dragon Slayer. Haku es un niño que manipula hilos y transforma a otros en muñecos de peluche.
Kirin (キリン?)
Uno de los Caballeros Dark Dragon Slayer. Kirin es un hombre que controla el aire y lleva un ataúd a la espalda. 
Kiria (キリア?)
 Seiyū: Yumi Uchiyama
Una mujer que crea espadas mágicas que cortan cualquier cosa.
Madmole (マッドモール Maddomōru?)
 Seiyū: Itaru Yamamoto
Un hombre con armadura y un cuerpo indestructible. 
Skullion Raider (スカリオン・レイダー Sukarion Reidā?)
 Seiyū: Kenji Hamada
Un hombre que usa magia a base de cenizas para crear y desintegrar objetos.
Nebaru (ネバル?)
Un hombre bestial con habilidades de araña.
Wraith (レイス Reisu?)
Un espíritu que es imperceptible para cualquiera excepto para otros Dragon Slayers. 

### Diosas de la Belleza Iluminadas por la Luna
Las Diosas de la Belleza Iluminadas por la Luna (月下美神, Gekkabishin) son aliadas de Selene en el mundo de Elentear. Utilizan una habilidad diferente a la magia y las maldiciones conocida como Artes Espirituales (霊術, Reijutsu), que no se puede contrarrestar con magia. Los miembros incluyen:
Yoko (ヨウコ Yōko?)
Una joven que puede invocar un ejército infinito de yōkai para que luchen por ella. También es capaz de convertir a otros y a ella misma en yōkai.
Mimi (ミミ?)
Una mujer musculosa con una tremenda fuerza física.
Hakune (ハクネ?)
Una mujer que manipula la nieve y es capaz de congelar cualquier cosa, incluidas las fuentes de otras formas de poder.

### Gold Owl
Duke Barbaroa (デューク・バルバロア Dūku Barubaroa?)
Athena (アテナ Atena?)
Signario Sisters (シグナリオ姉妹 Shigunario Shimai?)
Gennai (ゲンナイ?)  y Kotetsu (コウテツ Kōtetsu?)
Sai (サイ?)

## Producción
Seguido del final de Fairy Tail el 26 de julio de 2017, Hiro Mashimo publicó un tuit el 5 de abril de 2018 donde anunció que una secuela de la serie estaba siendo desarrollada como un manga derivado, aunque no especificó que volvería como el ilustrador. El 27 de junio, Mashima anunció que el manga fue tentativamente titulado Fairy Tail Zokuhen, que se confirmó el 4 de julio para ser dibujado por Atsuo Ueda con guiones gráficos originales proporcionados por Mashima.

## Contenido de la obra

### Manga
El manga se lanzó con dos capítulos en la aplicación de la revista Magazine Pocket de Kōdansha el 25 de julio de 2018, bajo el título Fairy Tail 100 Years Quest, mientras que el primer capítulo se publicó simultáneamente en la edición 34 del Shūkan Shōnen Magazine. El 25 de agosto de 2018, Ueda publicó en Twitter que dos capítulos serían publicados cada dos semanas a partir del 5 de septiembre de 2018.
Norma Editorial obtuvo la licencia en España.

#### Lista de volúmenes
| Volúmenes de manga publicados | Volúmenes de manga publicados | Volúmenes de manga publicados | Volúmenes de manga publicados | Volúmenes de manga publicados |
| Número                        | Fecha de lanzamiento          | ISBN                          | Fecha de lanzamiento          | ISBN                          |
| ----------------------------- | ----------------------------- | ----------------------------- | ----------------------------- | ----------------------------- |
| 1                             | 9 de noviembre de 2018        | ISBN 978-4-06-513398-9        | 31 de octubre de 2019         | ISBN 978-84-679-3833-3        |
| 2                             | 8 de marzo de 2019            | ISBN 978-4-06-514119-9        | 6 de marzo de 2020            | ISBN 978-84-679-3834-0        |
| 3                             | 9 de julio de 2019            | ISBN 978-4-06-515724-4        | 11 de noviembre de 2020       | ISBN 978-84-679-4248-4        |
| 4                             | 8 de noviembre de 2019        | ISBN 978-4-06-517305-3        | 15 de enero de 2021           | ISBN 978-84-679-4353-5        |
| 5                             | 9 de marzo de 2020            | ISBN 978-4-06-518450-9        | 14 de mayo de 2021            | ISBN 978-84-679-4419-8        |
| 6                             | 9 de junio de 2020            | ISBN 978-4-06-519429-4        | 9 de julio de 2021            | ISBN 978-84-679-4588-1        |
| 7                             | 9 de octubre de 2020          | ISBN 978-4-06-521026-0        | 8 de octubre de 2021          | ISBN 978-84-679-4650-5        |
| 8                             | 9 de febrero de 2021          | ISBN 978-4-06-522350-5        | 14 de enero de 2022           | ISBN 978-84-679-4826-4        |
| 9                             | 9 de julio de 2021            | ISBN 978-4-06-524017-5        | 4 de marzo de 2022            | ISBN 978-84-679-4952-0        |
| 10                            | 10 de noviembre de 2021       | ISBN 978-4-06-525984-9        | 27 de mayo de 2022            | ISBN 978-84-679-4953-7        |
| 11                            | 9 de marzo de 2022            | ISBN 978-4-06-527265-7        | 26 de agosto de 2022          | ISBN 978-84-679-5777-8        |
| 12                            | 9 de julio de 2022            | ISBN 978-4-06-528381-3        | 3 de marzo de 2023            | ISBN 978-84-679-6032-7        |
| 13                            | 9 de noviembre de 2022        | ISBN 978-4-06-529716-2        | 12 de mayo de 2023            | ISBN 978-84-679-6033-4        |
| 14                            | 7 de abril de 2023            | ISBN 978-4-06-531285-8        | 5 de abril de 2024            | ISBN 978-84-679-6391-5        |
| 15                            | 8 de agosto de 2023           | ISBN 978-4-06-532600-8        | 2 de agosto de 2024           | ISBN 978-84-679-7075-3        |
| 16                            | 7 de diciembre de 2023        | ISBN 978-4-06-533891-9        | 7 de marzo de 2025            | ISBN 978-84-679-7076-0        |
| 17                            | 9 de abril de 2024            | ISBN 978-4-06-535160-4        | 8 de agosto de 2025           | ISBN 978-84-679-7077-7        |
| 18                            | 7 de agosto de 2024           | ISBN 978-4-06-536506-9        | —                             | —                             |
| 19                            | 9 de diciembre de 2024        | ISBN 978-4-06-537768-0        | —                             | —                             |
| 20                            | 9 de abril de 2025            | ISBN 978-4-06-539041-2        | —                             | —                             |
| 21                            | 7 de agosto de 2025           | ISBN 978-4-06-540351-8        | —                             | —                             |

### Anime
Se anunció una adaptación de la serie al anime durante la transmisión en vivo "Hiro Mashima Fan Meeting" el 11 de septiembre de 2021. La serie está producida por J.C.Staff y dirigida por Toshinori Watanabe, con Shinji Ishihira como director en jefe, Atsuhiro Tomioka supervisando los guiones de la serie, Yurika Sako diseñando los personajes y Yasuharu Takanashi componiendo la música. Se estrenó el 7 de julio de 2024 en TV Tokyo y sus afiliadas. El tema de apertura es "Story" interpretado por Da-ice, mientras que el tema de cierre es "Tomo yo, Koko de Sayonara da" interpretado por Boku ga Mitakatta Aozora. Crunchyroll obtuvo la licencia de la serie fuera de Asia. Muse Communication obtuvo la licencia de la serie en el sudeste asiático. Jonu Media obtuvo la licencia de la serie en España.